# Свети Петар (Црес)
Свети Петар (хрв. Sveti Petar) је насељено место у саставу града Цреса, на острву Црес, Приморско-горанска жупанија, Хрватска.

## Историја
До територијалне реорганизације у Хрватској био је у саставу старе општине Црес-Лошињ.

## Становништво
У попису становништва из 2011. године, Свети Петар је имао 14 становника.
| Број становника према пописима | Број становника према пописима | Број становника према пописима | Број становника према пописима | Број становника према пописима | Број становника према пописима | Број становника према пописима | Број становника према пописима | Број становника према пописима | Број становника према пописима | Број становника према пописима | Број становника према пописима | Број становника према пописима | Број становника према пописима | Број становника према пописима | Број становника према пописима |
| ------------------------------ | ------------------------------ | ------------------------------ | ------------------------------ | ------------------------------ | ------------------------------ | ------------------------------ | ------------------------------ | ------------------------------ | ------------------------------ | ------------------------------ | ------------------------------ | ------------------------------ | ------------------------------ | ------------------------------ | ------------------------------ |
| 1857                           | 1869                           | 1880                           | 1890                           | 1900                           | 1910                           | 1921                           | 1931                           | 1948                           | 1953                           | 1961                           | 1971                           | 1981                           | 1991                           | 2001                           | 2011                           |
| 0                              | 0                              | 127                            | 120                            | 139                            | 143                            | 0                              | 0                              | 120                            | 52                             | 41                             | 30                             | 21                             | 7                              | 11                             | 14                             |

Напомена: До 1961. исказивано под именом Свети Петар, а до 1991 под именом Петар. Године 1857, 1869, 1921. и 1931. подаци су садржани у насељу Бели. Године 1880. и 1890. исказивано као део насеља.